# Mikołaj Hrebnicki

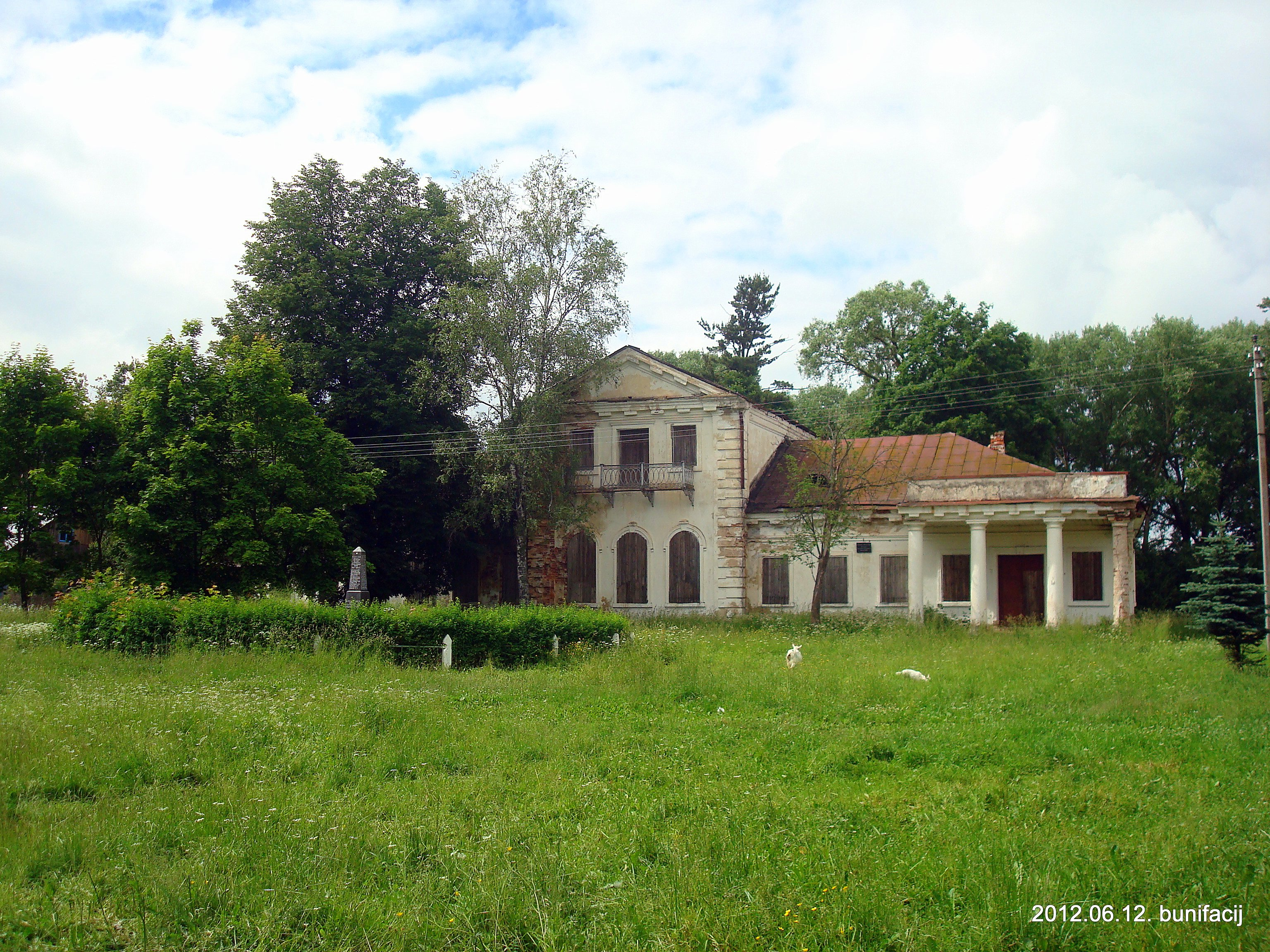
Dwór wzniesiony przez Hrebnickich herbu Ostoja w Orzechownie.

Mikołaj Hrebnicki (zm. po 1799) – pisarz grodzki połocki (1774-1775), strażnik połocki (1757-1799), towarzysz husarski, komisarz cywilno-wojskowy (1791).

## Życiorys
Mikołaj Hrebnicki należał do heraldycznego rodu Ostojów (Mościców). Przodkowie Hrebnickiego wywodzili się z Wielkiego Księstwa Litewskiego. Jego rodzina była wymieniana przez Kaspra Niesieckiego, Adama Bonieckiego, Teodora Żychlińskiego i innych polskich heraldyków i genealogów.
Mikołaj Hrebnicki Był synem Antoniego Hrebnickiego, skarbnika witebskiego i Jadwigi Szpakowskiej. Jego małżonką była Franciszka Szyszkówna, stolnikówna brasławska, z którą miał syna Dionizego Hrebnickiego, horodniczego połockiego, szambelana JKM.
Mikołaj Hrebnicki sprawował liczne funkcje i urzędy. Był pisarzem grodzkim połockim w latach 1774-1775, strażnikiem połockim w latach 1757-1799, towarzyszem husarskim (w maju 1757 roku został mianowany chorążym przez hetmana Massalskiego) a także komisarzem cywilno-wojskowym.
Mikołaj Hrebnicki posiadał liczne majątki ziemskie. Był właścicielem dóbr Orzechowno wraz z Łutowem i okolicznymi wsiami, które dostał po ojcu Antonim. Wieś Paule wziął po ślubie z Franciszką Szyszko. W Orzechownie zachował się murowany dwór z drugiej połowy XVIII w. Został on wzniesiony najpewniej przez Mikołaja Hrebnickiego lub jego ojca Antoniego, który kupił ten majątek w 1745 roku od Jana Rypińskiego.